# PIF-Antenne

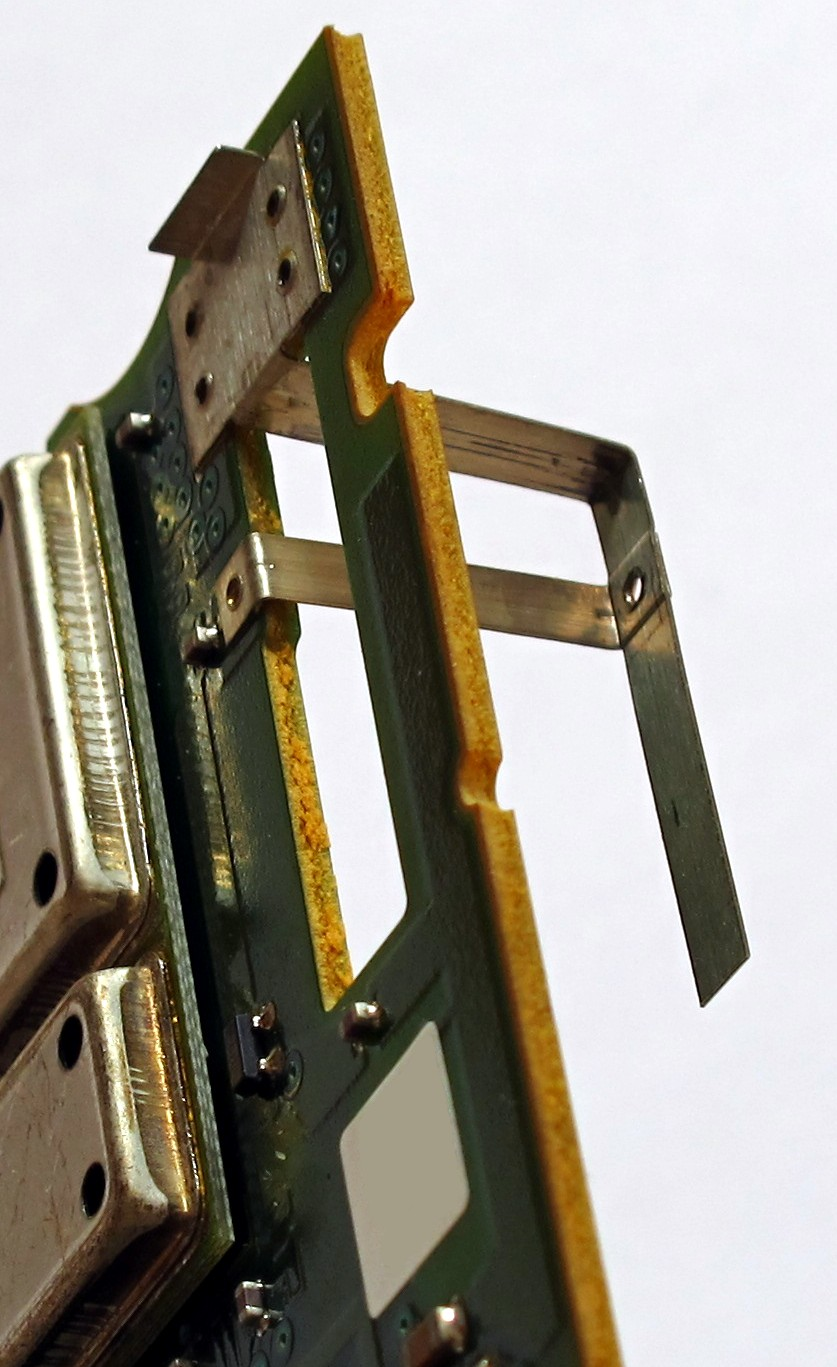
Nahaufnahme einer PIF-Antenne für 1,9 GHz aus einer DECT-Mobilfunktstation

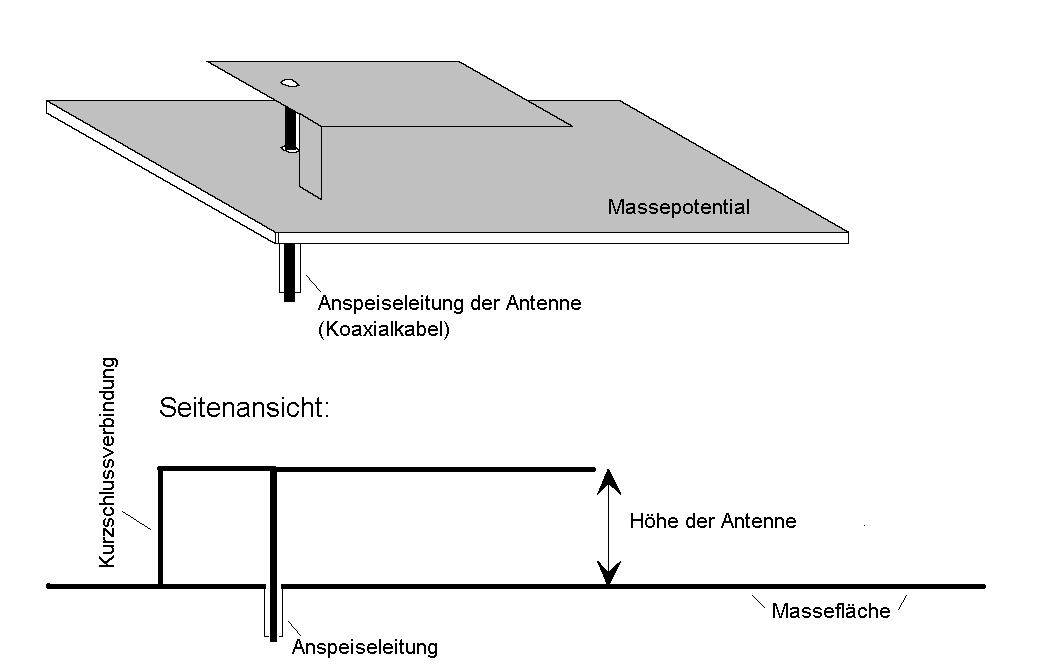
Schematische Darstellung einer PIFA. Über einer Massefläche befindet sich die Antenne, die Höhe ist die Leiterplattendicke.

Eine PIF-Antenne (PIFA), die Abkürzung steht für englisch Planar Inverted F-Shaped Antenna, ist eine kompakte Antenne, welche unter anderem in Mobilfunktelefonen verwendet wird.
Sie wurde von Ronold W. P. King für Raketen-Telemetrie entwickelt.
Die PIF-Antenne stellt im Aufbau eine offene Streifenleiterantenne (Patchantenne) dar, welche als Besonderheit direkt auf den Leiterplatten des elektronischen Geräts integriert ist. Sie besitzt eine besonders flache Bauform und kann sehr kostengünstig hergestellt werden. Die Hochfrequenzeigenschaften werden primär durch die Geometrie und Anordnung der elektrischen Leiter und deren Abstand auf der Leiterplatte bestimmt.
PIFA-Bauformen können in ihrem Resonanzpunkt in der einfachsten Bauform für nur ein Frequenzband ausgelegt werden. Durch komplexere Gestaltungen kann die Antenne auch für mehrere Frequenzbänder verwendet werden. Die typischen Resonanzfrequenzen liegen in den von den Mobilfunkstandards genutzten Frequenzbändern wie dem Global System for Mobile Communications (GSM) bei 900 MHz und 1800 MHz und WLAN im Bereich von 2,4 GHz und 5 GHz.
Die Antennen besitzen ein geometrisch regelmäßig angeordnetes, F-förmiges Grundmuster, wie in der nebenstehenden Skizze für ein Element dargestellt. Die konkreten Abmessungen sind von der Resonanzfrequenz abhängig und meistens werden mehrere dieser Antennen räumlich kombiniert. Die namensgebende F-Form ist in der Seitenansicht zu erkennen und wird als liegendes F aus der Einspeiseleitung, der seitlichen Kurzschlussverbindung zur Massefläche und der oberen Antennenfläche gebildet. 
Durch Hinzufügen von L- oder U-förmigen Schlitzen in die obere Antennenfläche können zusätzliche Resonanzfrequenzen erreicht werden. Die aus diesen Grundelementen gebildeten Formen besitzen zwei oder mehr Anspeisepunkte, und eine gemeinsame Schirmung auf Massepotential. Durch Hinzufügen weiterer Kurzschlussverbindungen bzw. Massepunkte im Bereich der Antenne können die Resonanzfrequenzen auch durch Veränderung der elektrischen Kapazitäten angepasst werden.